# Vườn quốc gia Penang
Vườn quốc gia Penang (Mã Lai: Taman Negara Pulau Pinang; تامن نݢارا ڤولاو ڤينڠ; Chinese: 槟城国家公园; Bīnchéng guójiā gōngyuán; Tamil: பினாங்கு தேசியப் பூங்காக்கள்; Piṉāṅku tēciyap pūṅkākkaḷ) là một vườn quốc gia nằm trên đảo Penang nhằm mục đích bảo tồn thiên nhiên và nghiên cứu khoa học. Trước đây nó có tên là khu bảo tồn rừng Pantai Acheh và sau đó được công bố là vườn quốc gia vào tháng 4 năm 2003. Địa điểm hoang sơ này được biết đến là nơi có 417 loài thực vật và 143 loài động vật.

## Hệ sinh thái
Rừng thứ sinh là đặc điểm chính ở đây. Bãi biển dài và thực vật rất nhiều, bao gồm cả cây lấy gỗ và thảo dược. Các loại cây và thực vật có thể tìm thấy ở đây bao gồm chengal, seraya, jelutong, trầm hương, mật nhân, hồ đồng.
Một số rừng ngập mặn được tìm thấy dọc theo bãi biển Tukun. Phong lan rừng có thể được nhìn thấy trên các sườn núi đá dốc và hạt điều phổ biến ở đây, cho thấy một số hoạt động nông nghiệp đã diễn ra ở đây nhiều năm trước. Những cây gỗ trưởng thành được tìm thấy bên trong khu rừng ngoài bờ biển. Ngoài ra còn có các loài thực vật họ nắp ấm, chúng có thể tồn tại trong môi trường sống ven biển.
Về động vật, các loài được phát hiện trong và xung quanh gồm có cá heo, đồi mồi, đồi mồi dứa, vượn cáo và khỉ đuôi dài. Đây là nơi sinh sống của 46 loài chim như sả mỏ rộng, cuốc ngực trắng, diệc lớn, đại bàng bụng trắng, diều lửa. CÁc loài động vật có vú lớn khác gồm lợn rừng, cầy hương, rái cá biển, cheo cheo